# Thomas Hughes
Thomas Hughes (fl. 1571-1623) fue un dramaturgo inglés de la época isabelina.

## Biografía
Era natural de Cheshire y estudió en el Queens' College de Cambridge a partir de 1571. Escribió The Misfortunes of Arthur, Uther Pendragon's son reduced into tragical notes por Thomas Hughes, que se representó en Greenwich para la reina Isabel I de Inglaterra el 28 de febrero de 1588. Nicholas Trotte aportó la introducción, Francis Flower los coros de los actos I y II, William Fulbecke dos discursos, mientras que otros tres caballeros de Gray's Inn, uno de los cuales fue Francis Bacon, se encargaron del espectáculo. El argumento de la obra, basado en una historia de incesto y crimen, se tomó prestada, de acuerdo con la tradición de Séneca de la historia mítica y el tratamiento está próximo al modelo. El fantasma de Gorlois, que fue asesinado por Uther Pendragon, abre la obra con un discurso que reproduce pasajes pronunciados por el fantasma de Tántalo en el Tiestes: los acontecimientos trágicos son anunciados por un mensajero, y el coro comenta el curso de la acción. El Dr. W. J. Cunliffe ha probado que la memoria de Hughes estaba saturada con Séneca, y que la obra puede ser un mero conjunto de traducciones, con algunos versos originales. El apéndice II de su exhaustivo ensayo On the Influence of Seneca on Elizabethan Tragedy (1893) aporta una larga lista de pasajes paralelos.
The Misfortunes of Arthur fue reimpreso por el suplemento de John Payne Collier a Dodsley's Old Plays; y por Harvey Carson Grumline (Berlín, 1900), quien señala que la fuente de Hughes fue Godofredo de Monmouth y su obra Historia Regum Britanniæ [Historia de los reyes de Bretaña], no La Morte D'Arthur.